# レウェナ・パラオア
レウェナ・パラオア（マオリ語: rēwena parāoa）は、ニュージーランドのマオリ族の伝統的なパン。ジャガイモを用いたパンである。マオリ・ブレッド（Māori bread）とも呼ばれる。
発酵に時間をかけるため、甘みとほのかな酸味がある。食感が良く、風味豊かなパンである。発酵には数日をかけるが、急ぐ場合にはイースト菌を用いることもある。
かつてのマオリ族は、森での狩猟や木の実や果物の採取、魚の捕獲のほか、サツマイモの一種であるクマラを栽培して食糧としていた。18世紀後半になると、イギリス人をはじめとするヨーロッパの人々がヨーロッパの食べ物を伝えたが、その中でも豚肉とジャガイモはマオリ族に気に入られ、この2つによってマオリ族を苦しめてきた飢えの心配を解決することになった。

## 概要
1. 1 2 3 4  “ニュージーランド”. 明治の食育. 世界の食と文化.  明治. 2025年2月10日閲覧。
2. 1 2 3 4  “マオリの伝統食”. newzealand.com.   ニュージーランド政府観光局. 2025年2月10日閲覧。
3. ↑  青木ゆり子「ニュージーランド」『食文化・郷土料理がわかる世界の国旗弁当 :世界220カ国・地域料理の作り方や食材を通してお国柄を知る』誠文堂新光社、2021年、288頁。ISBN 978-4416521915。
4. ↑  青木ゆり子「ニュージーランド」『世界の郷土料理事典 :全世界各国・300地域料理の作り方を通して知る歴史、文化、宗教の食規定』誠文堂新光社、2020年、271頁。ISBN 978-4416620175。